# Ilha de Guadalupe
A Ilha de Guadalupe ou da Guadalupe é uma ilha vulcânica de 253,8 km² localizada a 241 km da costa da península de Baja California, no oceano Pacífico, costa oeste do México. Possui uma grande incidência de tubarões-brancos nas suas águas.
Guadalupe era o habitat natural de uma espécie de caracara e o único local de nidificação de um tipo de petrel. Ambas as espécies se extinguiram como resultado da ocupação humana da ilha.